# راه حل دم دست
راه حل دمِ دست (انگلیسی: Availability heuristic) یا خطای تمرکز و اعتماد بر اطلاعات در دسترس نوعی سوگیری شناختی است که طی آن فرد احتمال وقوع یا تکرار هر رویداد را بر اساس تعداد دفعاتی که می‌تواند آن احتمال را به یاد آورد می‌سنجد. به همین دلیل راه حل دم دست می‌تواند باعث خطا در قضاوت شود.  به عبارات دیگر اگر شخصی احتمال وقوع یک رویداد یا فراوانی وقوع آن را بر مبنای مثال‌هایی که به ذهنش می‌رسد بسنجد دچار «خطای تمرکز بر اطلاعات در دسترس» می‌شود. باید به خاطر داشته باشید آنچه به ذهن شما می‌رسد معیاری مناسبی برای سنجش احتمال وقوع رویدادها یا فراوانی آنها نیست.
اگر از افراد بپرسیم کدام شغل خطرناک‌تر است: پلیس یا چوب‌بُر، از آنجایی که ممکن است مثال‌های آماده‌ای از اخبار شلیک به ماموران پلیس در ذهن داشته باشیم، شاید نتیجه بگیریم پلیس بودن خطرناک‌تر است، در حالی که آمار نشان می‌دهد که چوب‌بُرها آسیب بیشتری در حین کار می‌بینند تا ماموران پلیس. 
راه حل دم دست یک میان‌بر ذهنی است که در ارزیابی مفاهیم یا تصمیم‌ها بر آن چه که سریعاً به خاطر آورده می‌شود تکیه می‌کند. راه حل دم دست یعنی اگر مثالی به یاد آورده می‌شود پس حتماً مهم بوده یا حداقل مهم‌تر از نمونه‌هایی بوده که به راحتی به خاطر نمی‌آیند. تحت تاثیر راه حل دم دست، افراد تمایل دارند اطلاعات تازه‌تر را اساس قضاوت قرار دهند و در نتیجه ذهن به سمت آنها سوگیری می‌کند.
عبارت راه حل دم دست را برای نخستین بار در سال ۱۹۷۳ دو دانشمند برجسته علوم شناختی، آموس تورسکی و دنیل کانمن به کار بردند. یکی از آشکارترین مثال‌های راه حل دم دست، تاثیری است که نمونه‌های حی و حاضر بر ذهن دارد. مثلاً پس از دیدن یک فیلم قوی با موضوع فاجعه هسته‌ای فرد ممکن است متقاعد شود که احتمال وقوع یک جنگ یا حادثه هسته‌ای خیلی بالاست. نمونه دیگرش رانندگی است. اگر فرد شاهد واژگون شدن یک ماشین در جاده باشد، تصور می‌کند احتمال اینکه خودش درگیر تصادف شود بالاست. هر چقدر ذهنش بیشتر درگیر آن فیلم یا تصادف باشد، صحنه‌های آن فیلم یا تصادف در ذهنش تکرار می‌شود و در نتیجه باور به نتیجه‌گیری‌هایش قوی‌تر می‌شود.
یکی از مهمترین پیشرفت‌ها در شناخت «خطای تمرکز بر اطلاعات در دسترس» در اوایل دهه ۹۰ میلادی توسط گروهی از پژوهشگران آلمانی به سرپرستی روانشناس نوربرت شورتز Norbert Schwarz صورت گرفت. در آزمایش او از یک گروه از داوطلبان خواسته شده بود که شش مورد را که رفتاری قاطعانه و جسورانه انجام داده‌اند فهرست کنند. از گروه دیگر خواسته شده بود که دوازده مورد را فهرست کنند. و در انتها اعضای هر دو گروه به خود امتیاز بدهند که چقدر انسان قاطع و جسوری هستند. ( فهرست کردن دوازده مورد کاری شوار است و تیم تحقیقات می‌خواستند بدانند که آیا دشواری به یاد آوری مواردی که در آن شخص جسور بوده بر نظرش درباره میزان جسارت خودش تاثیر می‌گذارد یا خیر). نتیجه اینکه افرادی که باید دوازده مورد را فهرست می‌کردند خود را کمتر از افرادی که شش مورد را فهرست کرده بودند جسور می‌دانستند. جالب اینکه کسانی که از آنها خواسته شده بود تا ۱۲ موردی را که رفتاری غیرشجاعانه(غیرجسورانه) داشتند را فهرست کنند خود را اشخاص جسور میدیدند. اگر شخصی نتواند مواردی را که رفتاری از روی ترس انجام داده است را به خوبی به یاد بیاورد خود را شخصی شجاع می‌پندارد. تصور ما از صفاتی که داریم ارتباط مستقیمی دارد با توانایی ما در بیاد آوری آسان موارد مشخصی که مربوط به آن صفت است.